# Església parroquial dels Sants Joans (Almenara)
L'Església Parroquial dels Sants Joans, a Almenara, comarca de la Plana Baixa, Castelló, és un temple catòlic situat a la Plaça de l'Església de l'esmentat municipi. Datat del segle xviii, presenta una declaració genèrica com Bé de Rellevància Local segons la Disposició Addicional Cinquena de la Llei 5/2007, de 9 de febrer, de la Generalitat, de modificació de la Llei 4/1998, d'11 de juny, del Patrimoni Cultural Valencià (DOCV Núm. 5.449 / 13/02/2007), amb codi identificatiu com a Patrimoni de la Generalitat Valenciana nombre: 12.06.011-004.
A efectes administratiu-religiosos se situa al carrer Del mig número 3, i pertany al Arxiprestat del Santíssim Crist, de la Diòcesi de Sogorb-Castelló. Amb anterioritat a 1960 pertanyia a la Diòcesi de Tortosa, ja que Almenara va ser donada per Jaume I, al 1225, al bisbe de Tortosa, Juan Ponce Torrellas, el 3 de setembre d'aquest any, com a mostra de gratitud al suport rebut per aquest durant el lloc de Peníscola.

## Descripció històric-artística
L'edifici actual s'eleva en les restes del que fos antic temple del poble, que es va construir en 1528, però el seu perímetre és major, abastant també part de la superfície on s'aixecaven la trucada Plaza Vella, el pou públic (que datava de 1532, i per deixar constància de l'existència de les restes del mateix es va col·locar una inscripció, en llatí, en un dels murs laterals del temple, la qual resa: ” H I C A L T V S P V T I V S S V P I T R A C L A V D I T V R I S T A”, “Sota aquesta pedra es tanca un alt pou”), el forn de la vila, l'antiga Casa Consistorial, i fins i tot la presó.d'abril del L'antic pou públic, que era de pedra tallada, es va salvar col·locant dos forts arcs de maó, sobre els quals descansa el mur, quedant la meitat externa del pou al carrer, mentre que l'altra meitat és la base esquerra de l'arc que suporta el cor.
D'aquesta forma el temple s'alça aïllat d'altres construccions. La construcció de l'actual temple es va iniciar el 15 d'agost de 1721, i es van finalitzar el 21 de setembre de 1737, dia en què es va dur a terme la benedicció del temple.
El temple presenta una torre campanar que està rematada amb una Creu bola, la bola és de fusta folrada de ferro (obra d'un fuster de Sagunt, Antonio Peña), i la creu de ferro (obra del manyà d'Almenara Pedro Ferrer) també té en la seva interior relíquies de diversos sants. El pes de la creu és d'uns 171 quilos, i en el seu interior alberga quatre campanes: Sant Joan Evangelista (la de major grandària), Santa María (la mitjana), Santa Bàrbara (la petita) i San José (el simbolet); que es van beneir el 19 d'agost de 1735.
Durant el temps que es va utilitzar per a la construcció del nou temple, el Santíssim Sagrament de l'antiga església es va traslladar a la Capella del Palau del Comte d'Almenara, on va romandre fins al 28 de setembre de 1738, data en la qual es va dur a terme el trasllat del Santíssim Sagrament a la nova Església Parroquial. Aquest esdeveniment es recorda tots els anys, actualment el primer diumenge d'octubre, però fins a 1970 (any en què es va avançar la festivitat al mes de setembre), la festa se celebrava el quart diumenge d'octubre com a fi de les festes patronals de la vila.
Es tracta d'un temple d'ordre compost, de considerables dimensions (25,80 metres de longitud, 20 metres d'ample i 25 metres d'alt), amb façana de carreus, adornada amb marbre blau. Presenta dues portes d'accés una, la principal, per la Plaça de l'Església; una altra, lateral, pel carrer dels Sants Joans.
El temple es va veure molt afectat en la contesa del 36, destruint-se durant la mateixa els ornaments del seu interior, destacant entre ells vuit altars laterals i l'altar major, obra de Jaime Molins datada de 1744, amb pintures d'Antonio Rechar.
En l'actualitat l'altar major està dedicat als sants que donen nom a la parròquia: Sant Joan Baptista i Sant Joan evangelista. Els altars laterals de l'esquerra de la nau central i estan dedicats a: San José, la Mare de Déu dels Àngels, el Sagrat Cor de Jesús, i la Immaculada Concepció de María. Per la seva banda les capelles laterals de la dreta estan dedicades a: Sant Antoni Abat, i la Mare de Déu del Carme, entre d'altres.